# Corynoneura bitensis
Corynoneura bitensis är en tvåvingeart som beskrevs av Jean-Jacques Kieffer 1906. Corynoneura bitensis ingår i släktet Corynoneura och familjen fjädermyggor.
Artens utbredningsområde är Frankrike. Inga underarter finns listade i Catalogue of Life.